# T&P Station
Texas and Pacific Station, comúnmente conocida como T&P Station, es un terminal de Trinity Railway Express y Estación de ferrocarril del Ferrocarril regional TEXRail situado en el 1600 Throckmorton Street de la ciudad de Fort Worth en el estado de Texas (Estados Unidos). Es el término occidental actual de la línea de cercanías TRE, que sirve al Fort Worth Convention Center, los Jardines acuáticos de Fort Worth, Sundance Square y las instalaciones gubernamentales del condado de Tarrant. La estación T&P cuenta con estacionamiento gratuito (a diferencia de la cercana Estación Central de Fort Worth) al que se puede acceder desde West Vickery Boulevard.

## Historia

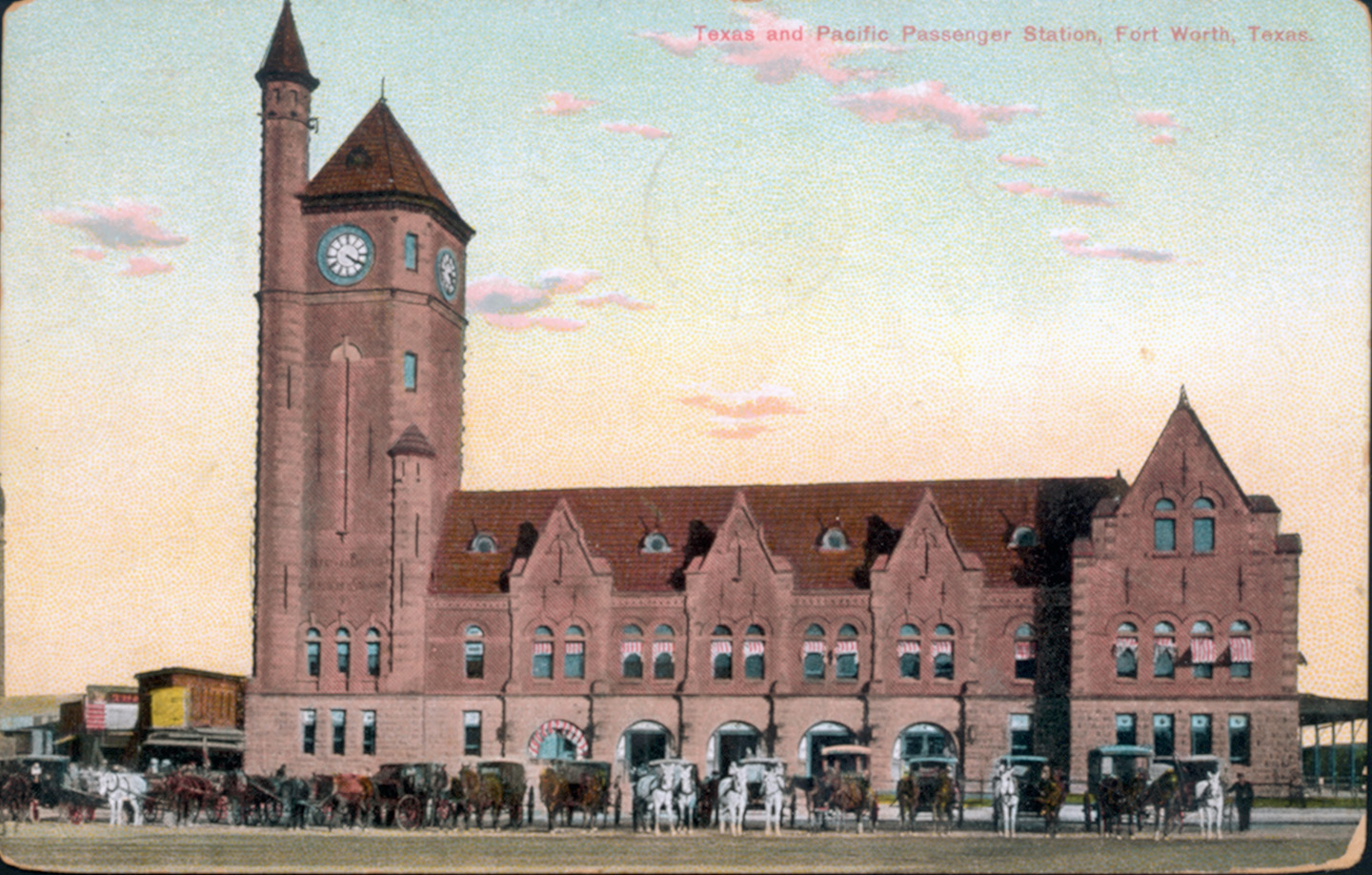
Postal de la T&P Station original, 1910

El edificio actual de la estación Texas & Pacific fue construido por Texas and Pacific Railway. Se inauguró el 25 de octubre de 1931, como reemplazo de una estación anterior. Originalmente estaba en la dirección 221 W. Lancaster Avenue. Fue diseñado en el estilo Art Deco de Zigzag Moderne popular en ese momento. El opulento vestíbulo cuenta con pisos de mármol, techos de paneles con incrustaciones de metal y accesorios de níquel y latón, que incorporan los zigzags y galones distintivos del estilo. Las instalaciones de la terminal también incluían el Texas & Pacific Warehouse más grande, una cuadra al oeste, construido en el mismo estilo que la estación.
Durante el apogeo del ferrocarril de pasajeros estadounidense, la estación también fue servida por trenes de CB&Q (a través de la subsidiaria Colorado and Southern Railroad), Fort Worth y Denver Railway, Missouri Pacific, Katy y Frisco Lines. Otros ferrocarriles, como las líneas Santa Fe y Rock Island, se detuvieron en la cercana estación de pasajeros del ferrocarril Gulf, Colorado y Santa Fe. El Texas & Pacific dirigió el Louisiana Eagle desde Nueva Orleans hasta Fort Worth, hasta 1963. Un tren nocturno sucesor y un tren diurno sucesor recorrieron la ruta a Nueva Orleans hasta 1968. Hasta los últimos años de la estación, Texas & Pacific dirigió la sección West Texas Eagle del Texas Eagle desde San Luis hasta la estación, después de interrumpirse en Longview.
La estación declinó junto con el resto del área de Lancaster Avenue cuando se construyó la parte elevada de la Interestatal 30 en 1958, separando efectivamente el área del centro de la ciudad. El ferrocarril abandonó la terminal en 1967 cuando terminó el servicio de pasajeros en Fort Worth, las oficinas de despacho permanecieron en el tercer piso hasta el 1 de noviembre de 1981, y el Departamento de Vivienda y Desarrollo Urbano (HUD) se convirtió en el inquilino exclusivo desde principios de los 80 hasta finales de los 90.
El área de pasajeros de la estación, que no había sido ocupada por HUD y estaba prácticamente intacta desde 1967, fue restaurada a su antigua belleza en 1999 a un costo de 1,4 millones de dólares. El servicio de pasajeros se reanudó en la estación Texas & Pacific el 3 de diciembre de 2001 con la extensión del TRE a Fort Worth.

## Planes futuros
La demolición de la carretera elevada en 2002 abrió el área de Lancaster Avenue para su remodelación. Los pisos superiores han sido renovados y están disponibles para su compra como condominios. La fachada del edificio también fue renovada y se construyó un nuevo estacionamiento en el lado sur del edificio. El histórico restaurante de la planta baja fue renovado y convertido en un bar llamado T&P Tavern. El edificio de T&P Warehouse aún no ha sido renovado y actualmente está desocupado; en julio de 2007, después de casi cuatro años de negociaciones, la ciudad de Fort Worth contrató al desarrollador de Dallas Cleopatra Investments para comenzar el desarrollo residencial, cuya finalización está programada para 2012. Sin embargo, las condiciones económicas y los problemas relacionados con la construcción han retrasado el proyecto.

## Galería de foto

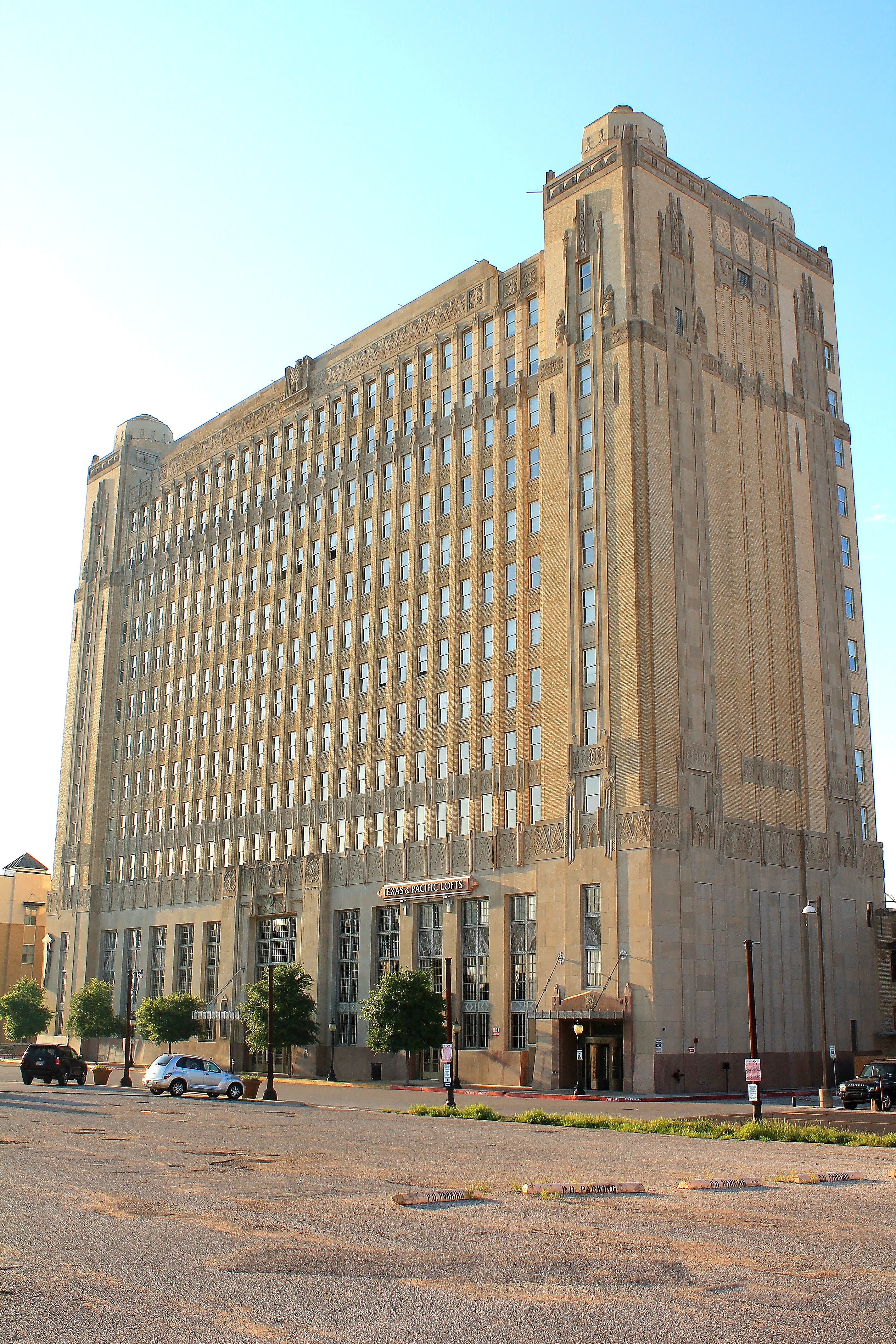
Texas y Pacific Station
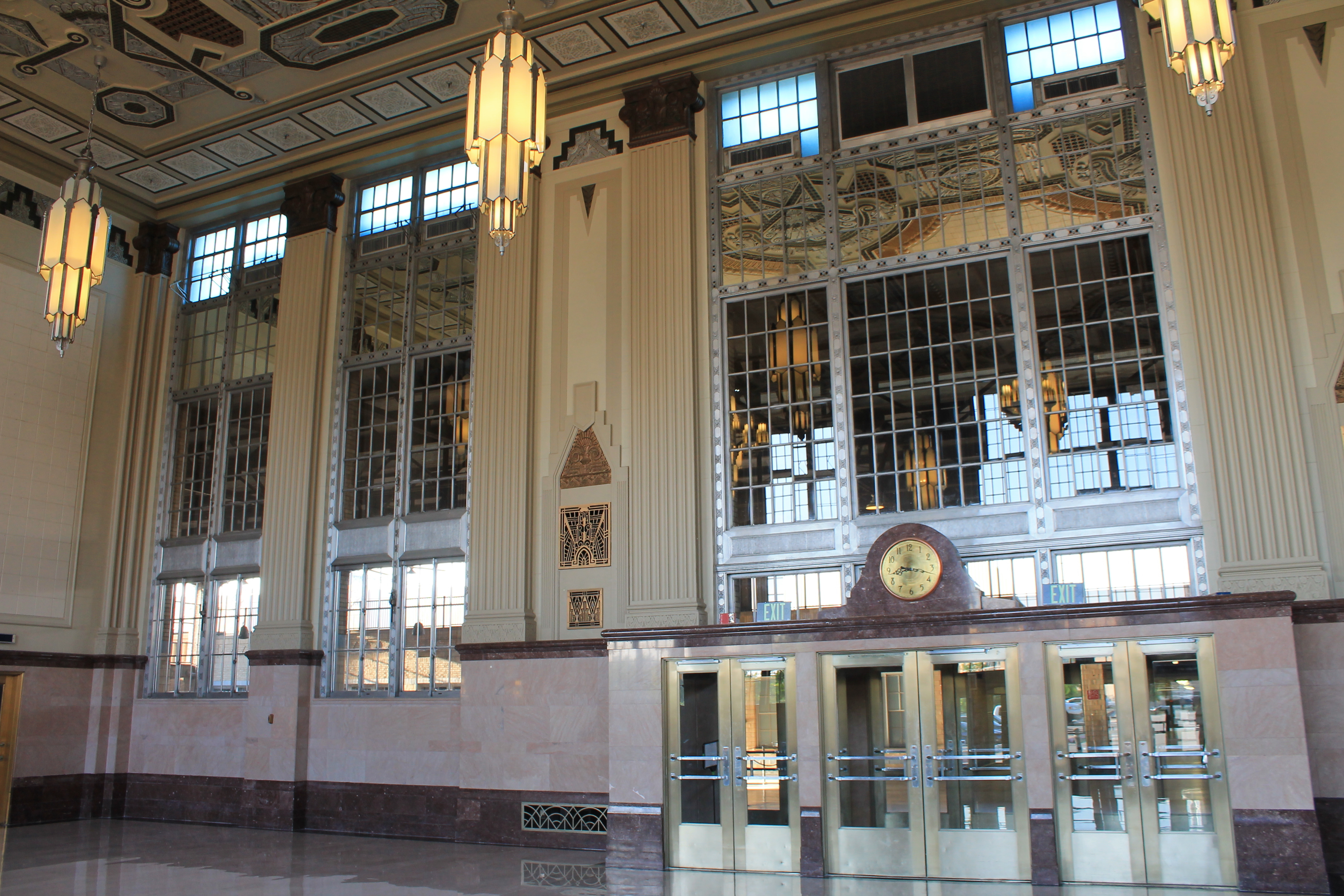
Vista de la entrada
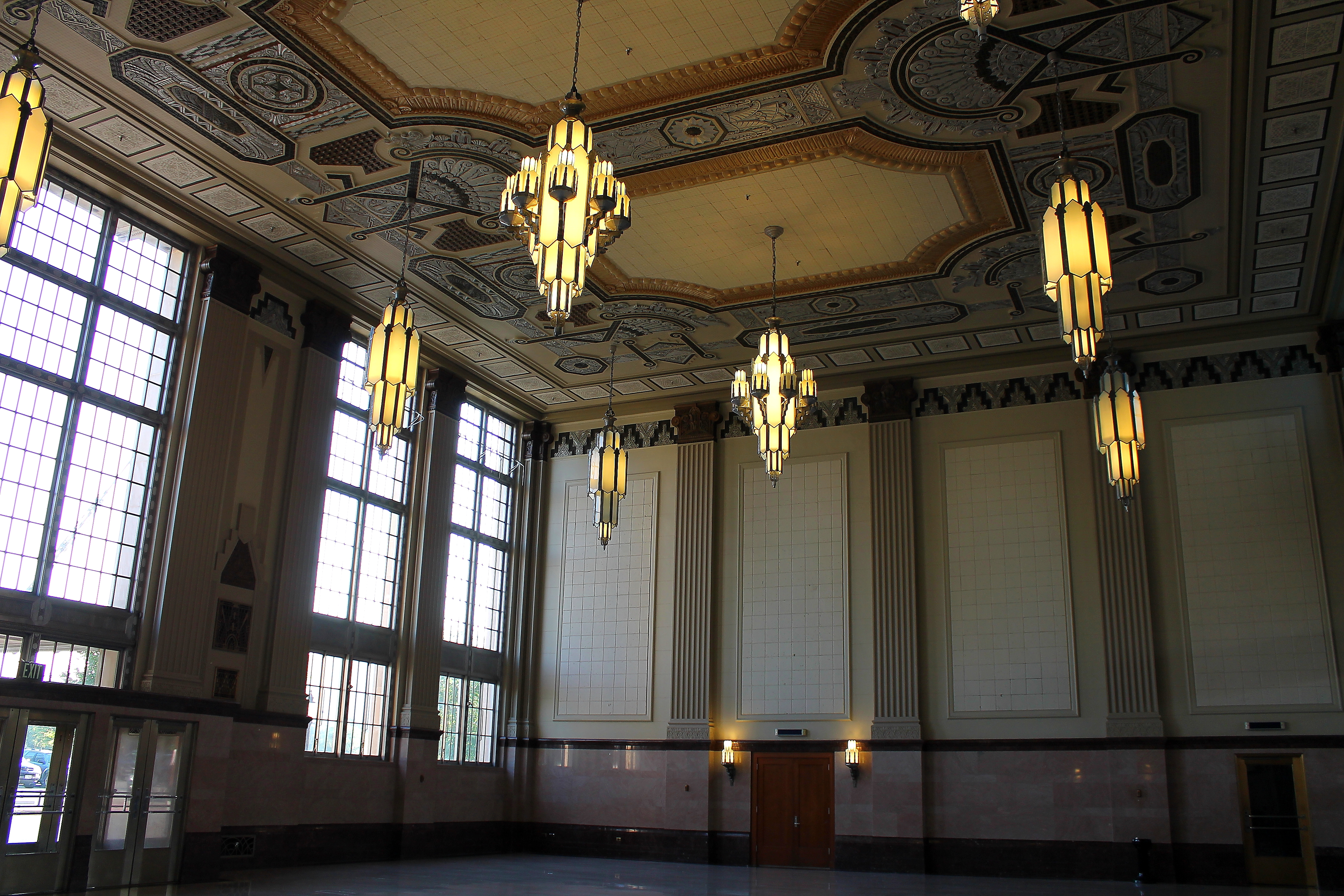
Vista interior.
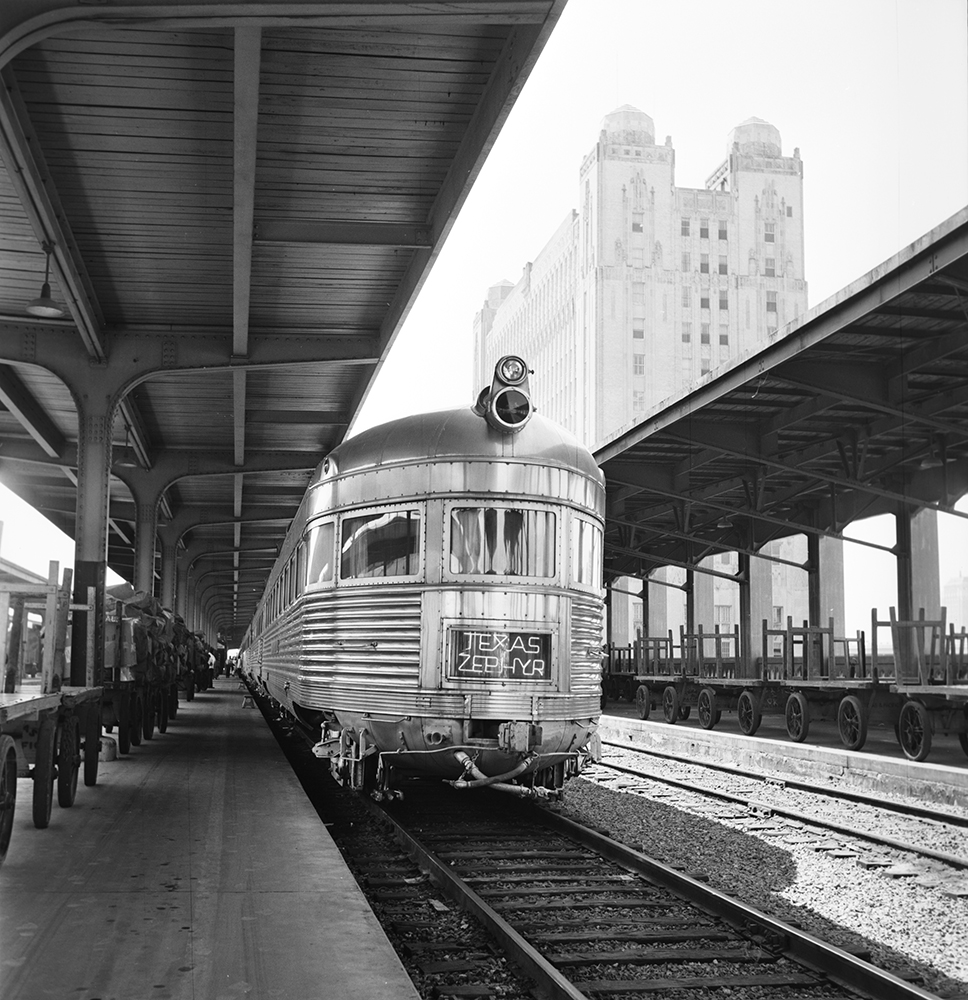
El Texas Zephyr al lado de la estación en 1962.
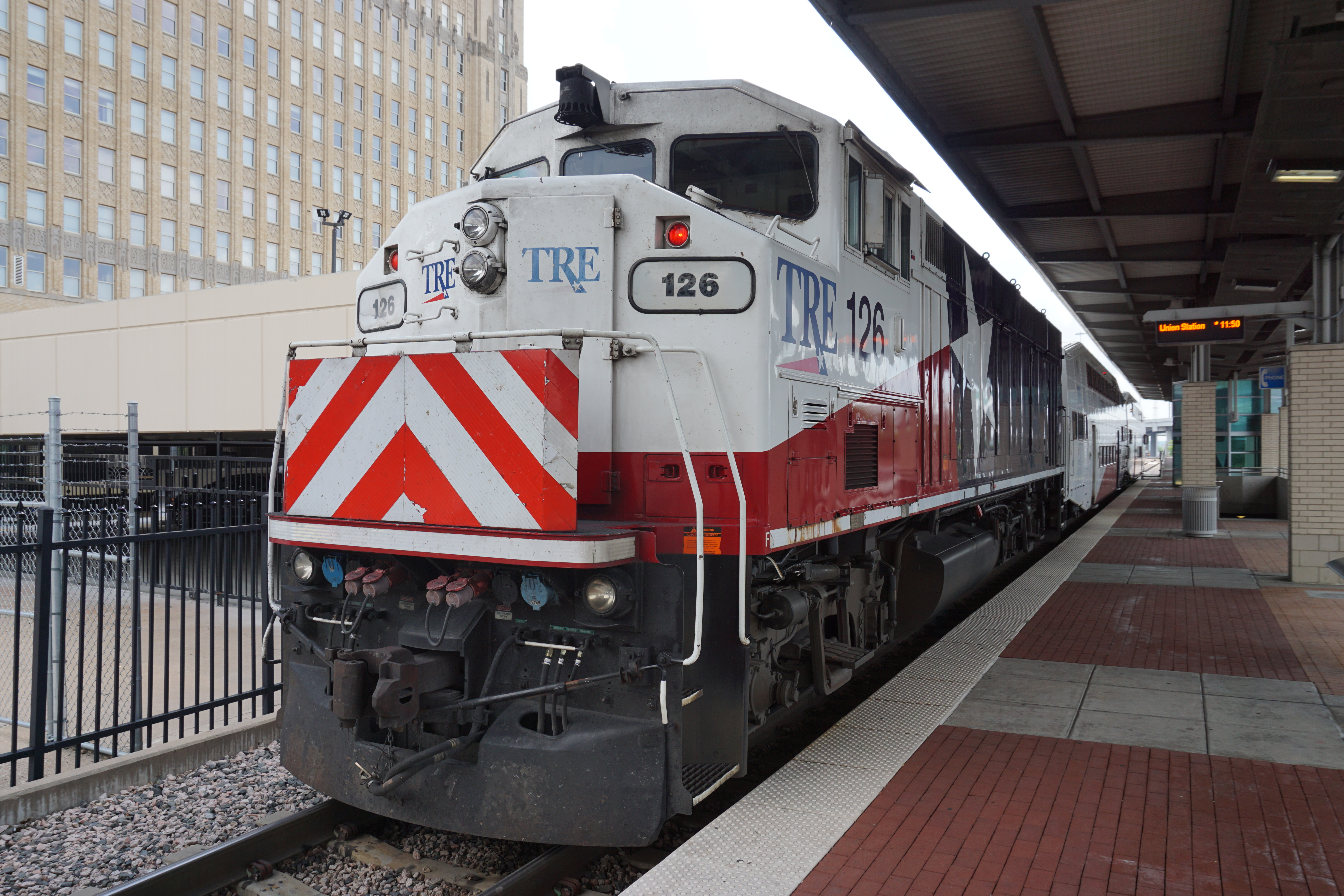
Un tren TRE en la estación en 2016.
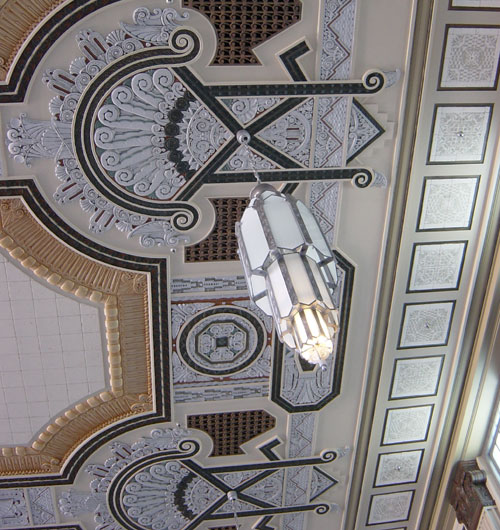
Accesorios art déco del vestíbulo principal